# Іловайський щоденник
Іловайський щоденник (рос. Иловайский дневник) — книга українського військового, письменника Романа Зіненка. Перше видання вийшло в харківському «Фоліо» російською, у вересні 2017-го вийшла українська версія книги. У грудні того ж року книгу було надруковано і литовською.

## Про книгу
Це одна з перших книг про війну на Сході України, що написана безпосереднім учасником цих подій. «Щоденник» розказує про події боїв за Іловайськ, що розгортались у серпні 2014 року і є частиною Російсько-української війни. Автор в хронологічному порядку викладає свої враження, емоції та перебіг подій, що стались у серпні 2014-го.
Найбільшу увагу приділено боям і виходу українських військових з оточення російськими військами та сепаратистами поблизу Іловайська. Тоді загинуло понад 350 українських військових і майже стільки ж потрапило в полон. Книгу було написано за два місяці.
Книга отримала схвальні відгуки читачів.

## Про автора
Роман Анатолійович Зіненко народився 1 квітня 1974 року в Дніпропетровську. Він колишній морський піхотинець, на початку 1990-х служив у Севастополі, боєць добровольчого батальйону Дніпро-1, він був одним з перших 40 бійців, що записались до батальйону на початку війни. Роман не є професійним письменником і написав книгу, щоб поділитись із читачами спогадами про визволення Маріуполя та вихід з Іловайська.

Сам автор так описує книгу:
Моя місія — не вбивати, а поділитися набутим досвідом, який допоможе сміливим людям вижити в цій війні та повернутися до своїх родин.